# Противоракета

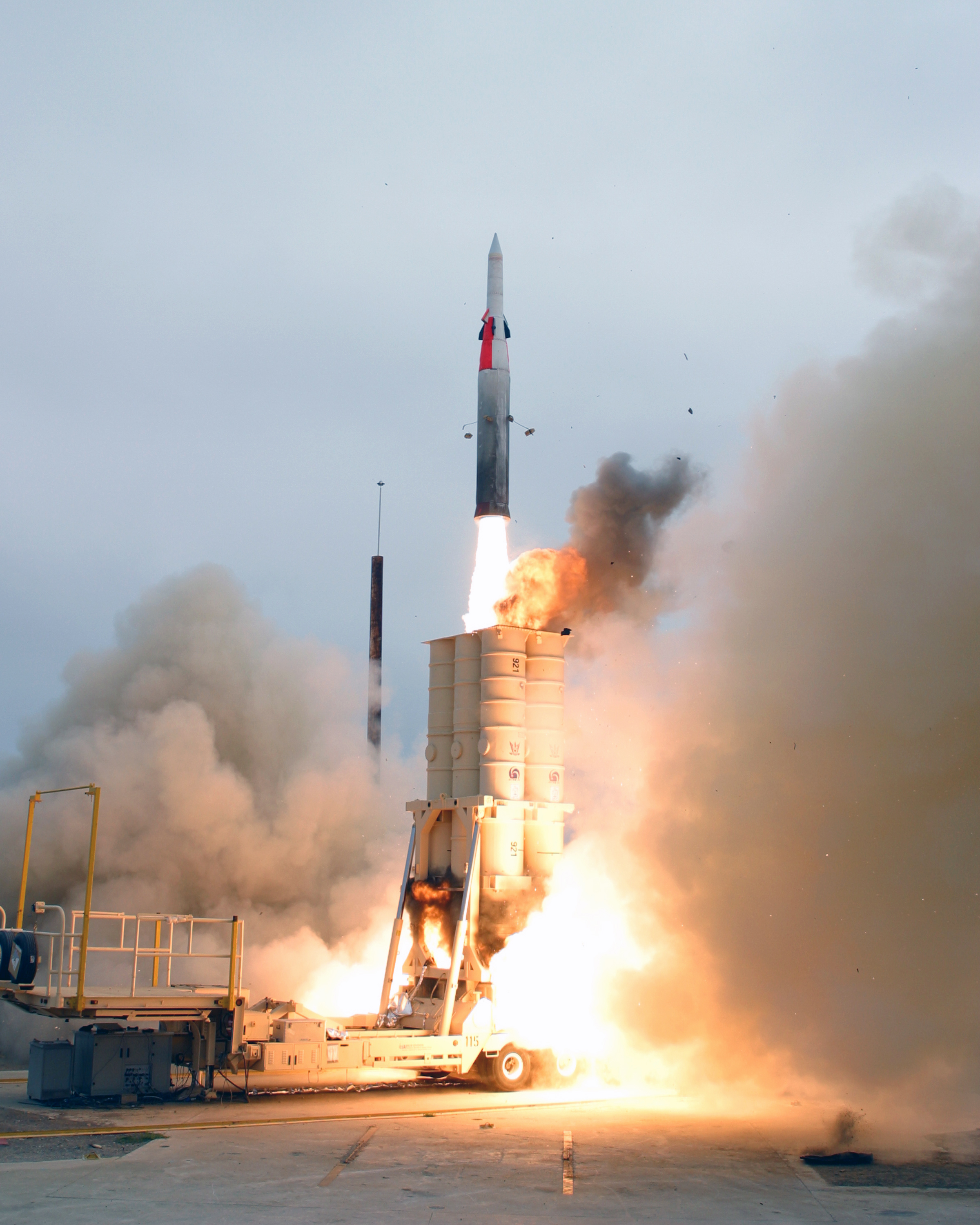
Израильская противоракета «Хец»

Противораке́та — зенитная управляемая ракета, предназначенная для перехвата головных частей и боеголовок баллистических ракет, обычно на заключительной стадии траектории полёта.
По дальности противоракеты делятся на два типа:
- дальнего перехвата (за пределами атмосферы);
- ближнего перехвата (в атмосфере).

Противоракеты могут оснащаться осколочно-фугасными, небольшими ядерными зарядами, а также кинетическими боеголовками.

## История

### Противоракетная оборона в США

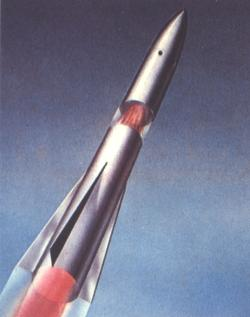
Художественное представление о программе Wizard

Первые проекты создания средств противодействия баллистическим ракетам появились ещё в 1940-х годах. В 1946 году, ВВС Армии США официально начали программу разработки двух противоракет — дальнобойной MX-794 Wizard (теоретический радиус действия до 1600 км), разрабатываемой университетом штата Мичиган, и ближнего радиуса MX-795 Thumper, создаваемая фирмой General Electric. Обе ракеты должны были перехватывать баллистические ракеты противника с помощью собственных ядерных боевых частей.
Ввиду несовершенства технологии работы над программой «Thumper» были закрыты почти сразу же, но работы над программой «Wizard» продолжались до 1958 года (ряд наработок по программе впоследствии был включен в программу разработки противоракеты Спартан).
Эти первые разработки предпринимались без какой-либо конкретной цели, в основом, в попытке изучить проблемы, связанные с перехватом баллистических ракет. В конце 1950-х, появление первых МБР — советской Р-7 и американской SM-65 Atlas — дало программам разработки противоракет более конкретный смысл.
В 1958 году армия США приняла на вооружение MIM-14 Nike-Hercules — первый зенитно-ракетный комплекс, обладающий ограниченными возможностями поражения (за счет применения ядерной БЧ) баллистических целей. Первый успешный перехват состоялся на испытаниях в 1960 году. Тем не менее, возможности комплекса в области противоракетной защиты были весьма ограничены и дальнейшие разработки продолжились в области создания более дальнобойных, стратегических систем ПРО.

#### Найк-Зевс
Первой попыткой создания специализированной противоракеты стал разработанный в 1960-х комплекс LIM-49A Nike Zeus — развитие серии Nike. Эта ракета, представлявшая собой усовершенствованную версию MIM-14 Nike-Hercules имела радиус действия до 320 километров и эффективную высоту поражения цели до 160 километров. Уничтожение цели (входящей в атмосферу боевой части баллистической ракеты) должно было осуществляться при помощи подрыва 400-килотонного термоядерного заряда.
Испытания системы начались в 1961 году. 19 июля 1962 года состоялся первый технически успешный перехват боеголовки межконтинентальной баллистической ракеты — «Nike Zeus» прошла в 2-х километрах от входящего в атмосферу боевого блока SM-65 Atlas, что в случае использования противоракетой боевого (а не учебного) заряда, означало бы уничтожение боеголовки. На испытаниях 12 декабря 1962 года был достигнут ещё лучший результат, когда противоракета прошла менее чем в 200 метрах от боеголовки. Всего противоракета осуществила успешный перехват в 10 из 14 тестов, пройдя достаточно близко от цели, чтобы накрыть её ядерным взрывом.
Хотя разработка «Зевса» была успешной, тем не менее, мнения о его возможностях существенно расходились. Арсенал баллистических ракет США и СССР рос опережающими темпами, и в случае начала военных действий батареям «Зевсов», защищающим конкретный объект, пришлось бы отражать атаку уже не единичных боеголовок, но десятков боевых блоков. Появление средств преодоления (станций постановки помех и ложных целей) резко снижало эффективность системы, так как к селекции целей «Найк-Зевс» был не способен. Исходная версия плана развертывания предполагала развернуть на территории США 120 баз «Найк-Зевсов» с 50 ракетами на каждой, что означало, что даже в идеальной ситуации каждый конкретный объект может быть защищен не более чем от 50 МБР. Общая стоимость проекта превышала 10 миллиардов долларов. В итоге, несмотря на успешную программу разработки, развертывание «Найк-Зевсов» было отменено и внимание обращено в пользу более совершенных противоракет.

#### Сентинел
В конце 1960-х развитие технологии позволило создать более дешевые и компактные противоракеты. В 1967 году по инициативе Роберта Макнамары была начата разработка программы «Сентинел» (англ.  Sentinel - Часовой), направленной на защиту районов развертывания межконтинентальных баллистических ракет от превентивного удара противника. Основной целью программы было обеспечить гарантии выживания ядерного арсенала США и возможности нанесения ответного удара по агрессору  в случае, если тот попытается превентивно атаковать районы базирования МБР США. Кроме того, система должна была обеспечивать ограниченную защиту основных районов США от ракетного нападения ограниченной мощности — например, такого, который могла бы нанести КНР.
В основе системы лежали два типа противоракет. Тяжелые противоракеты LIM-49A «Спартан» радиусом до 740 км должны были перехватывать приближающиеся боевые блоки МБР ещё в космосе. Более легкие противоракеты «Спринт», развернутые в непосредственной близости от охраняемых территорий, должны были добивать отдельные боеголовки, прорвавшиеся мимо «Спартанов». От использования тяжелых термоядерных боевых частей отказались в пользу нейтронных зарядов килотонного эквивалента: в космическом пространстве, где предполагалась основная часть перехвата, жесткий поток нейтронного излучения обеспечивал более эффективное поражение цели чем световая и тепловая волна обычного термоядерного заряда; кроме того, небольшие килотонные нейтронные заряды создавали при детонации меньшие помехи наземным радарам, чем мегатонные термоядерные боеголовки.
Испытания обеих противоракет были проведены в начале 1970-х. В августе 1970 состоялся первый успешный перехват «Спартаном» боевого блока межконтинентальной баллистической ракеты «Минитмен». Всего ракета успешно перехватила цель в 43 из 48 испытаний. В 1970-х начались работы по созданию баз противоракет для обороны позиций МБР «Минитмен» в Северной Дакоте и Монтане, но только первая из них была завершена.

#### Соглашение 1972 года
См. Договор об ограничении систем противоракетной обороны
В 1972 году США и СССР подписали соглашение о ограничении развертываемых средств противоракетной обороны не более чем одним комплексом с боезапасом не более чем 100 противоракет. Основным стимулом к подписанию договора было опасение того, что широкое развертывание систем противоракетной обороны вызовет неуверенность каждой из сторон в эффективности своего ответного удара по внезапно атаковавшему противнику и в случае конфликта будет стимулировать стремление нанести превентивный удар. Считалось, что 100 противоракет будет достаточно для эффективной защиты важнейших стратегических объектов от внезапного нападения (например, с подошедшей близко к побережью подводной лодки), но недостаточно для защиты территории страны от ответного удара.
В соответствии с этим соглашением планы развертывания «Сентинел» были ограничены единственным комплексом в Северной Дакоте, прикрывавшем район базирования МБР «Минитмен». Вступивший в строй в 1975 году комплекс имел на вооружении 30 противоракет «Спартан» и 70 противоракет «Спринт». Однако, к этому времени более эффективным способом повышения боевой устойчивости ядерных ракет и защиты их от превентивного удара стало считаться их мобильное развертывание. Перспектива скорого появления БРПЛ «Трайдент» межконтинентального радиуса действия позволяла гораздо надежнее и дешевле защитить ядерный арсенал от превентивного удара — рассредоточив его на субмаринах, действующих по всему мировому океану — чем противоракетные комплексы. В результате в 1976 году система «Сентинел» была снята с вооружения спустя всего пять месяцев боевого дежурства.

#### Стратегическая Оборонная Инициатива
См. Стратегическая оборонная инициатива

### Противоракетная оборона в других странах
Великобритания и Канада:
В 1950-х в рамках плана STAGE Великобритания рассматривала возможность создания системы перехвата баллистических ракет на основе управляемых противоракет с ядерными боеголовками. Программа не получила развития по экономическим причинам и ввиду выявившейся технической невозможности на том уровне развития технологий создать эффективную систему перехвата.
В дальнейшем для защиты территории Великобритании и особенно баз стратегических бомбардировщиков (основного средства ответного удара) была предложена система «Летающий Щит» (англ.  Flying Shield). Система основывалась на беспилотных самолетах, барражирующих над стратегическими объектами, которые должны были играть роль летающих платформ для противоракет с ядерными боеголовками. За счет воздушного старта предполагалось уменьшить время реакции и оптимизировать стартовые траектории противоракет. Тем не менее, эффективность концепции была признана сомнительной, и проект не был реализован.
В 1950-х канадский отдел разработки и проектирования вооружений (англ. CARDE - Canadian Armament Research and Development Establishment) вкладывал значительные усилия в разработку систем противоракетной обороны для защиты территории Канады от дальнобойных баллистических ракет. Хотя эти исследования не привели к появлению каких-либо конкретных проектов противоракет, они все же в значительной степени способствовали развитию систем обнаружения и сопровождения баллистических ракет в верхних слоях атмосферы.
КНР:
В 1970-х в рамках постулировавшейся в то время «оборонительной военной политики» Китайская Народная Республика обращала значительное внимание на разработки противоракетных систем. В рамках программы была разработана линия противоракет FanJi, предназначенных для поражения входящих в атмосферу боеголовок. По экономическим и политическим причинам проект был закрыт в 1980 году после лишь нескольких экспериментальных пусков.
Одновременно с противоракетами в КНР была разработана противоракетная артиллерийская установка «XianFeng» — 140-миллиметровое гладокствольное орудие длиной ствола около 25 метров и весом более 110 тонн. Предполагалось, что это орудие сможет эффективно поражать ультраскоростными снарядами входящие в атмосферу боеголовки. Согласно последним данным, экспериментальное орудие все еще хранится на полигоне в Баотоу

## Договор по ПРО 1972 года
Ряд экономических, технических и политических проблем привел к договору по ПРО 1972 года между СССР и США, согласно которому было запрещено создание стратегических (не тактических) противоракет.
В 2001 году США согласно требованиям соглашения заранее уведомили Россию об одностороннем выходе из договора.

## Страны, имеющие противоракеты
- Индия — первые успешные испытания проведены в 2006 году[7].
- Израиль — проект «Хец» (совместно с США) с 1986 года[8]. Первые успешные испытания в 1998 году.
- Россия (СССР) — первые успешные испытания противоракеты В-1000 4 марта 1961 года[9].
- США — первый успешный перехват баллистической ракеты произведен на испытаниях в 1960 году.

## Типы противоракет

### На вооружении
- Boeing Ground-Based Interceptor (GBI) ( США) — противоракета наземного базирования большого радиуса действия, составная часть комплекса заатмосферного (космического) перехвата GBMD. Предназначена для заатмосферного перехвата межконтинентальных баллистических ракет. Осуществляет кинетический перехват цели. На вооружении с 2005 года.
- RIM-161 SM-3 ( США) — противоракета морского базирования, на базе семейства зенитных ракет «Стандарт». Часть системы Иджис. Предназначена для заатмосферного перехвата моноблочных баллистических ракет среднего и оперативно-тактического (в перспективе — межконтинентального) радиуса действия, а также поражения низкоорбитальных космических аппаратов. На вооружении с 2006 года.
- THAAD ( США) — противоракета малого радиуса действия высокой мобильности. Предназначена для перехвата баллистических ракет малой и средней дальности. На вооружении с 2006 года.
- PAC-3 «Patriot» ( США) — зенитный ракетный комплекс, современные модели которого имеют широкие возможности перехвата оперативно-тактических и баллистических ракет среднего и малого радиуса действия.
- 53Т6 (ПРС-1) ( Россия) — противоракета ближнего атмосферного перехвата системы ПРО А-135.

### Исторические
- MIM-14 Nike-Hercules ( США) — зенитный ракетный комплекс с ограниченными возможностями поражения ядерными зарядами баллистических ракет. На вооружении с 1958 по 1974 год.
- LIM-49A Nike Zeus ( США) — противоракета с 400-килотонной термоядерной боевой частью. Успешно прошла испытания в начале 1960-х, но не принята на вооружение.
- LIM-49A «Спартан» ( США) — противоракета большого радиуса действия с нейтронной боевой частью. Часть комплекса «Сентинел». На вооружении с 1975 по 1976 год.
- «Спринт» ( США) — противоракета малого радиуса действия с нейтронной боевой частью. Часть комплекса «Сентинел». На вооружении с 1975 по 1976 год.
- В-1000 ( СССР) — экспериментальная противоракета системы противоракетной обороны А-35 с помощью которой был впервые осуществлён перехват боеголовки 4 марта 1961 года.
- 5В61 (А-350Ж) ( СССР) — противоракета системы ПРО А-35, на вооружении с 1971 по 1977 год.
  - А-350Р ( СССР) — модернизированная противоракета системы ПРО А-35М. На вооружении с 1977 по 1995 год.
- 51Т6 (А-925) ( Россия) — противоракета дальнего заатмосферного перехвата системы ПРО А-135.